# バニラ (クラブ)
club Vanilla（クラブ バニラ）は、2003年10月から2007年3月まで、東京都港区六本木に存在したクラブ（ディスコ）である。

## 概要
バニラは、六本木駅徒歩1分に立地するTSK CCCビル内にて営業を行っていた、総面積約500坪、総収容人数3000人以上の大型クラブである。オールミックス系イベントを中心に、社会人や学生など幅広い客層から人気を獲得し、週末には一日あたり2000〜3000人が来店した。また著名な歌手・ミュージシャンによるライブや、女性誌・ファッションブランド・飲料メーカーなどとのコラボイベントを頻繁に開催していた。
営業時間
19時〜深夜、年中無休
入場資格
男性：23歳以上／女性：20歳以上　ドレスコードあり
入場料
男女とも3000／2D （3,000円でドリンクチケット2枚付）
23時までは「Happy Hour」と称し入場無料。また時間帯に関わらず、フライヤー持参により男性2000／2D、女性1000／2D。

## フロア構成
1Fはエントランスで、2Fと3Fの2フロアから構成される。
Palace
- 3Fにある当クラブのメインスペースで、240坪のダンスフロアーにはお立ち台を大小合わせて6台設置し、バーカウンターは2箇所、他にレディースシート、VIPシートなどを備える。階段付近にはラウンジがあり、DJブース裏にはSPECIAL VIP ROOMが存在した。

Parfait
- 2Fの入口付近にあるラウンジスペースで、バーカウンター・クロークを備える[注 6]

Chambre
- 2Fの奥にあるスペースで、フロアー周辺にボックス席はあるがお立ち台はない。バーカウンター1箇所、ラウンジ、レストラン、カラオケルーム、VIP ROOM、ダーツコーナー等を備える。

## DJ
3F ALLMIX Floor
DJ U5
- 当クラブのレジデントDJ。Palace、Parfait、Chambreのコーディネイトのほか、他のDJらと共に「INTERMIX」「GLOBAL 4 BEATS」の各ジャンルを立ち上げた。
- 2005年夏には、金曜日のイベントでかける代表曲を収録したCD『Vanilla INTERMIX』を東芝EMIよりリリース。
- バニラ在籍当時は、DJ 宇治田みのると同じHi-G Internationalに所属。
- クラブ外では、有線放送のClubMix（C16／G16）の月、土曜を担当。

DJ TEN-JIN
- サウンドプロデューサー。
- クラブ外では、DJ JOKERとしてハードトランスを中心に数々の楽曲を製作し、QUAKE TRANCE社より『JOKER’S WORLD』等をリリース。ファイナルイベントはDJ JOKER名義で参加。

DJ KAYA
- オールラウンドDJとして、特にトランスの分野では全国的に人気を集めている。VICTOR社より発売の『TRANCE RAVE BEST』シリーズやAVEX社の『SUPER BEST TRANCE』シリーズをはじめ多くのトランス系ミックスCDを手がける。
- クラブ外では、渋谷丸井JAM館のレコードショップをプロデュースするほか、EXILEのATSUSHIがプロデュースするコーラスグループCOLORに楽曲を提供するなど幅広く活躍。

DJ KEN-ICHIRO
- 3F ALLMIX Floorを代表するDJ。また、美容師、アパレル、ファッション誌、芸能などの業界とのコネクションを活用し、様々なコラボイベントを企画する。
- クラブ外では、女性誌『Ray』『Scawaii』などでレギュラーコーナーを連載。

2F HIPHOP Floor
DJ UMEMOTO
- サウンドエンジニア。
- 渋谷「cafe＆club fura」などでDJ兼エンジニアとして活躍。
- クラブ外では、AVEX社企画の野外イベント『A-stage』のテクニカルプロデューサーを務め、倖田來未、タッキー&翼、AAA、WaTなどのライブをサポートするなど、幅広く活躍。

DJ IZUSHI
DJ MOTOYOSI
DJ SATORU
DJ YU-TA
2F HOUSE Floor
DJ KEN-ICHI HAYAKAWA
DJ SEAN MASA

## レギュラーイベント
| 曜日 | イベント                  | フロアー   | ジャンル           | DJ                                             |
| ---- | ------------------------- | ---------- | ------------------ | ---------------------------------------------- |
| 月   | Vanilla STYLE             | Chambre    | ALL MIX            | DJ U5, SEIJI                                   |
| 火   | M.V.P 〜HIPHOP PARTY〜    | Chambre    | HIPHOP R＆B        | DJ IZUSHI ＆ MVP DJ's                          |
| 水   | UPTEMPO 〜ALL HIT PARTY〜 | Chambre    | ALL MIX            | DJ KEN-ICHIRO                                  |
| 木   | WORLD                     | 2F Parfait | R＆B HIPHOP        | DJ IZUSHI, MOMI,JUNE                           |
| 木   | WORLD                     | 2F Chambre | ALLMIX             | DJ TEN-JIN, U5, KEN-ICHIRO                     |
| 金   | INTERMIX                  | 3F Palace  | INTERMIX           | DJ U5, TEN-JIN, KEN-ICHIRO                     |
| 金   | INTERMIX                  | 2F Parfait | HOUSE              | DJ KEN-ICHI HAYAKAWA, SEAN MASA                |
| 金   | INTERMIX                  | 2F Chambre | HIPHOP R＆B REGGAE | DJ IZUSHI, MOTOYOSI, ORI                       |
| 土   | HARMONY                   | 3F Palace  | GLOBAL 4 BEATS     | DJ U5, KAYA, TEN-JIN, KEN-ICHIRO               |
| 土   | HARMONY                   | 2F Parfait | R＆B, Hiphop       | DJ IZUSHI, SATORU, YU-TA                       |
| 土   | HARMONY                   | 2F Chambre | HOUSE              | DJ HAYAKAWA, MASA                              |
| 日   | Vanilla Collection        | 3F Palace  | ALLMIX             | DJ U5, KEN-ICHIRO                              |
| 日   | Vanilla Collection        | 2F Parfait | HOUSE              | DJ HIROKI, SHIMA, etc.                         |
| 日   | Vanilla Collection        | 2F Chambre | R＆B, Hiphop       | DJ IZUSHI, SATORU, KAZUNARI, SATOCHIN, IMPLUSE |

## 歴史
- 2003年10月3日（金） - TSK CCCビルのうち、旧披露宴会場であった2Fと3Fを改装し暫定オープン。レジデントDJにMITOMI TOKOTOを迎え、ハウスをメインにすえて大人向けのクラブを目指す[2]。バニラ オープニングプレビューパーティを開催[3]。
- 2003年10月31日（金） - ハロウィン プレオープニングパーティを開催[3]。
- 2003年11月7日（金） - バニラ グランドオープンパーティを開催し、正式オープン[4]。しかしイベント中店内で傷害事件が発生し、男女数名が軽傷を負う[5][出典無効]。救急車が駆けつける騒ぎに発展し、11月末まで営業停止。
- 2003年11月末 - イベントを再開し、12月末まで継続[6]
- 2003年12月31日（水） - IBIZAのDJをゲスト招待し、VIP CLUB IBIZA COUNT DOWN TO PARADISE を開催[7][8]。一旦閉店。
- 2004年1月30日（金） - オーガナイザーが変わりリニューアルオープン。DJ陣も一新され、オールミックス[注 2]のクラブ（ディスコ）へと変貌。30日〜31日の2日間、バニラ グランド リニュー オープニングパーティを開催[9]。
- 2004年4月1日（木） - 4月より東京都新条例が施行され、警察によるクラブの取り締まり強化。大規模なクラブ店舗への立ち入り調査が実施される。
- 2004年9月19日（日） - ロンドンにて数多くのPartyを手がけてきたオーガナイズ集団「TRIANGLE」によるイベントPrestige開催[10][出典無効]。
- 2004年9月〜10月 - 改装工事のため、19:00〜1:00の時間短縮営業[11][出典無効]。
- 2004年11月25日（木） - リニューアルオープン。2F和室からChambreまでを全面的に改装し、新たにラウンジ、レストラン、カラオケルームを設置[12]。
- 2005年1月28日（金）〜29日（土） - 1周年記念パーティ開催[13]。
- 2005年5月2日（月） - TOKYO NITE produced by BLACK JAXX 開催[14]。
- 2005年8月7日（日） - 閉鎖していた姉妹店渋谷club ATOMのコンセプトを継承し、ATOM NIGHT＠vanilla 開催。以降暫くの間、毎週日曜日に継続して開催。
- 2005年11月27日（日） - Vanilla Fan feat.QUAKE TRANCE 開催。スペシャルゲストとして、DJ ROB MAYTH を招く。
- 2006年1月20日（金）〜21日（土） - 2周年記念パーティ開催[15]。
- 2006年2月22日（水） - 改装工事のため当面の間3Fを閉鎖。
- 2006年3月10日（金） - ファッション雑誌『ELLE』の姉妹誌『ELLE girl』の日本発売記念パーティー開催。
- 2006年4月7日（金） - 3F Palace リニューアルオープン[16]。
- 2006年6月 - FIFAワールドカップ開催。日本戦のスケジュールに合わせ、パブリックビューイングを実施。
- 2006年10月25日（水）〜31日（火） - スペシャルハロウィンウィーク。毎日ゲストを招いて特別イベントを開催。週末には、入場待ち行列が店舗入口から六本木通りに出て六本木駅前のファーストキッチン付近まで伸びる[17]。
- 2006年11月18日（土） - 3Fの営業を停止。暫くの間2Fのみで営業を継続[注 8]。
- 2007年1月6日（日） - 東京クラブスタイルコレクション vol.4 開催。
- 2007年1月26日（金）〜28日（日） - 3周年記念パーティ開催[20]。
- 2007年2月25日（日） - 3Fの営業を再開[20]。
- 2007年3月28日（水）〜30日（金） - SPECIAL 3DAYSと称し毎日ゲストを招いて特別イベントを開催。最後の週末となる30日はファイナルイベント Vanilla forever 開催。
- 2007年3月31日（土） - バニラファイナルパーティ COUNTDOWN TO LEGEND を開催。
- 2007年4月1日（日） - 閉店[注 9]。

## 特徴・エピソード
渋谷 Club ATOM との関係
- Club ATOMは、バニラと同じトータルプロデューサーが就いており、姉妹店という位置づけであった。両店舗はフライヤーも共通で、表紙がバニラで裏表紙がATOMという構成になっていた[21]。

INTERMIX と GLOBAL 4 BEATS
- INTERMIXは、ポップス、ヒップホップ、R&B、レゲエ、ロック、ハウス、トランスなどの海外のヒット曲を幅広く取り上げる。
- GLOBAL 4 BEATSは、オールミックスでありながら選曲を四つ打ち系に限定した点が特徴である。曲の展開は、開店後1時頃まではダンスクラシックスやハウスが中心で、以降は閉店までの間4時間連続でトランスをかけ続ける。トランスは、序盤から中盤はダッチトランスやエピックトランス中心で、その後ハードトランスやサイケデリックトランスが続き、終盤は再びエピックで盛り上げて終了、という展開が多かった。背景には、姉妹店のATOMがトランスをメインで取り上げるクラブであったことや、DJ陣にトランス系のクリエイターが多かったこと、他社とのコラボレーションなどがあった。

トラパラ
- GLOBAL 4 BEATSが行われる土曜日を中心に、トラパラをする女性も多かった。流行の背景には、3Fメインフロアーには広いお立ち台がたくさん設置されていたこと、長時間トランスの曲が続くこと、AVEXが発売するトラパラCDの販促イベントも行われていた[注 10]こと、店舗側が振付けなど特定の踊り方を禁止したりすることが無かったことがある。

ハイハイコール
- 初対面の知らない者同士でも簡単に盛り上がれることから、トラパラと共にハイハイコールも盛んであった[注 11]。

ナンパ
- 都内有数のナンパが盛んなクラブであった。他のクラブでは男性に声をかけられたことのない女性でも、バニラに来ればナンパされないことはないと言われる程であった[17][24]。

バースデーコール
- イベント中にDJにバースデーコールをしてもらい、誕生日をお祝いしてもらえる。

コラボイベント
- 週末は3Fラウンジにヘアメイクブースが開設され、500円でヘアメイクやネイルアートのサービスが行われた。
- CanCam、ViVi、JJ、PINKY、Ray、ELLE girlなどの女性向けファッション雑誌や、サマンサタバサなどファッションブランドとの共催イベント（ファッションショー）が頻繁に開催された。
- 毎月最終月曜日は、美容師が一堂に集まるイベント・美容師 Night「Salon's Style supported by re-quest／QJ」を開催。

テキーラガール
- テキーラ専門の売り子（テキーラガール）が笑顔で館内を徘徊している。1ショット500円。ドリンクチケットは使えない。

ファイナルイベント
- 混雑に対応するため、30日と31日の2日間は地下1Fの駐車場を特設会場として開放し、ライブ用ステージと屋台を設置。
- 30日（金）は、ゲストにStudio apartment・DJ SHIBUCHIN（EXILE）らを、31日（土）はBLACK JAXX・SILVA・湘南乃風らを招き、特設会場でDJプレイやライブを行った。
- シークレットゲストとして、関ジャニ∞とタッキー&翼を招いた。タッキー&翼は、3Fメインフロアで『Venus（トランスアレンジバージョン）』を生で歌った。お立ち台のうえは、彼らを一目見よう、携帯で記念撮影しようとする女性客であふれ返り、イベント中一番の盛り上がりをみせた。
- 終盤には湘南乃風も3Fに現れ、純恋歌を客も一緒に全員で斉唱。
- 午前5時に閉店するのが常態であったが、何度もアンコールがかかり、結局閉店したのは午前8時であった。

閉店後
- DJ U5, KEN-ICHIROの2名は、2007年春より渋谷のClub CamelotでDJ活動を再開した。
- バーテンダーやテキーラガールなど接客系従業員の一部は、alife、XROSS、Camelotなど都心の他のクラブへと異動になった。
- バニラのトータルプロデューサーのblogには、2007年内には新店舗をオープンするとの意気込みが書き込まれたが、2008年12月現在、新店舗に関する情報は一切公表されていない。

## メディア展開

### CD
Vanilla INTERMIX (TOCP64281)
2005年8月3日に東芝EMIより発売された当クラブのCD。
トラックリスト
| No. | 曲名                                    | アーティスト                           |
| --- | --------------------------------------- | -------------------------------------- |
| 01  | I LIKE THAT                             | HOUSTON feat. CHINGY, NATE DOGG & I-20 |
| 02  | I WANT YOU                              | THALIA feat.FAT JOE                    |
| 03  | IT'S ALL GRAVY                          | ROMEO feat.CHRISTINA MILIAN            |
| 04  | YOU HAD ME                              | JOSS STONE                             |
| 05  | STUCK                                   | STACIE ORRICO                          |
| 06  | SURRENDER ( YOUR LOVE )                 | JAVINE                                 |
| 07  | ONE MORE TIME                           | DAFT PUNK                              |
| 08  | MY TIME                                 | DUTCH feat.CRYSTAL WATERS              |
| 09  | LET THE JOY RISE (Thunderpuss Club Mix) | ABIGAIL                                |
| 10  | LET ME LOVE YOU                         | DA BUZZ                                |
| 11  | NO LETTING GO                           | WAYNE WONDER                           |
| 12  | SO CONFUSED (Dancehall Mix)             | 2 PLAY feat.RAGHAV and JUCXI           |
| 13  | GASOLINA                                | DANNY RAY                              |
| 14  | TURN ME ON                              | 2 PLAY feat.RAGHAV and JUCXI           |
| 15  | MUST BE LOVE                            | FYA feat.SMUJJI                        |
| 16  | ROC YA BODY ”MIC CHECK 1, 2”            | M.V.P.                                 |
| 17  | SHE WANTS TO MOVE (Jason Nevins Remix)  | N.E.R.D                                |
| 18  | CAN'T GET YOU OUT OF MY HEAD            | KYLIE MINOGUE                          |
| 19  | MEU SONHO (Star Guitar remix)           | KALEIDOSCOPIO                          |
| 20  | BE MY LOVER                             | PYLOCLASTIC                            |
| 21  | GALVANIZE                               | THE CHEMICAL BROTHERS feat.Q-TIP       |
| 22  | NEW YORK CITY BOY (Lange Mix)           | PET SHOP BOYS                          |
| 23  | HEAVEN (S'nY Mix)                       | DJ SAMMY                               |
| 24  | INSPIRATION                             | STRIKE                                 |
| 25  | HEAVEN IS A PLACE ON EARTH              | JULIA                                  |
| 26  | SKY HIGH (DJ KAYA Mix)                  | DJ MIKO                                |

### 着うた
超デカ・フルめろ
株式会社フォーサイド・ドット・コムは、2005年4月7日よりClub Vanilla、Club ATOMとの連動企画を開始した。各クラブで流れる人気の楽曲を自社コンテンツ上で配信するサービスで、半年間の期間限定の企画であった。なお同時期には、テレビ東京系列でトランスを扱った番組『トランス☆LOVER』『GiRLS LoVER』が放送されていたが、いずれも同社の単独スポンサー番組であった。
Exciteトランス
エキサイト株式会社は、2005年11月1日より各キャリア向け着うた・着うたフルサービスを開始した。六本木の「Club Vanilla」、渋谷の「Club ATOM」とのイベント連動を行い、国内の各レーベルやDJと共同で最新トランス楽曲を提供。コンテンツの特徴は以下の通り。
- ユニバーサルミュージックのCD『渋谷ランキング』と連動。
- 日本国内のクラブで人気の、DJ TEN、DJ OZAWA、DJ KAYA、DJ HIROMU、UTO らが登場。
- 人気DJの最新情報を入手できるDJ公式ページや、イベント情報、イベントレポート等を掲載。
- 女性誌の人気モデル、渋谷の人気ショップの店員等、各界で活躍する女性達のインタビューを掲載。